# ІЖ-60
ІЖ-60 — гвинтівка важільного зведення. Сучасний дизайн, орієнтовано як буллпап, циліндро-поршнева група максимально наближена до прикладу, що сприяє купчастості стрільби, гвинтівка придатна для початкового навчання спортивній стрільбі по мішенях на 10 метрів.
Є модифікації ІЖ-61 (відрізняється багатозарядністю) і ІЖ-62 (експортна версія, відрізняється довжиною затвора), так само випускалася версія заводу ЗМЗ — її відмінність — металевий корпус.
Поодинокі умільці переробляють свої гвинтівки, модифікуючи їх під газовий патрон.